# Mainneville
 Mainneville  ist eine französische Gemeinde mit 460 Einwohnern (Stand 1. Januar 2022) im Département Eure in der Region Normandie; sie gehört zum Arrondissement Les Andelys und zum Kanton Romilly-sur-Andelle.

## Geschichte
Im Zweiten Weltkrieg (1939–1945) wurde Mainneville im Sommer 1944 während der Operation Overlord durch die Alliierte Luftwaffe bombardiert.

### Bevölkerungsentwicklung
| Jahr      | 1962 | 1968 | 1975 | 1982 | 1990 | 1999 | 2008 |
| Einwohner | 322  | 350  | 322  | 334  | 370  | 395  | 424  |

## Sehenswürdigkeiten
- Schloss von Enguerrand de Marignys (14./16. Jahrhundert)

## Wirtschaft
Auf dem Gemeindegebiet gelten geschützte geographische Angaben (IGP) für Schweinefleisch (Porc de Normandie), Geflügel (Volailles de Normandie) und Cidre (Cidre de Normandie und Cidre normand).

## Persönlichkeiten
- Nathalie Baye (* 1948 in Mainneville), Schauspielerin